# AN/ALQ-135
Bei dem AN/ALQ-135 (JETDS-Bezeichnung) handelt es sich um ein luftgestütztes System für Elektronische Gegenmaßnahmen auf kurze bis mittlere Entfernung. Es wird von dem US-Konzern Northrop Grumman produziert.

## Beschreibung
Das ALQ-135 wurde entworfen, um die F-15E Strike Eagle im Rahmen des TEWS-Projekts („Tactical Electronic Warfare System“) mit einem internen Radarstörsystem auszustatten. Es wurde nach einigen Verzögerungen im Jahre 1990 in Dienst gestellt. Inzwischen wurden auch viele F-15C mit diesem System ausgerüstet. Im Laufe der Zeit wurden zahlreiche Leistungssteigerungen durchgeführt, wobei man besonders eine stetige Erweiterung des Frequenzbereiches anstrebte.
Ursprünglich wurde das ALQ-135 konzipiert, um radargesteuerte Lenkwaffen und Zielbeleuchtungsradare mit kurzer bis mittlerer Reichweite zu neutralisieren. Durch die Implementierung von Störkapazitäten in tieffrequenteren Bereichen ist nun auch die Störung von Such- und Feuerleitradaren möglich. Das System ist im Rahmen des TEWS-Projektes mit dem AN/ALR-56-Radarwarner und dem AN/ALE-45-Täuschkörperwerfer verbunden, um autonom und effektiv auf Bedrohungen reagieren zu können. Darüber hinaus kann die Software im Feld rekonfiguriert werden, sodass die Gegenmaßnahmen an das zu erwartende Bedrohungsspektrum angepasst werden können.
Insgesamt war das System insgesamt mehr als 6.600 Stunden im Gefechtseinsatz, unter anderem während des Kosovokrieges und der Operation Southern Watch. Bei diesen Einsätzen ist keine F-15 verloren gegangen.

## Variante AN/ALQ-135M
Das ALQ-135M stellt eine erhebliche Weiterentwicklung des ursprünglichen ALQ-135-Systems dar. Durch die Verwendung moderner Komponenten konnten die alten Wanderfeldröhren entfernt werden, wodurch das neue System 63 % weniger wiegt und 71 % weniger Volumen benötigt. Neben umfangreichen Leistungsverbesserungen konnte die Zuverlässigkeit laut Hersteller um das Zehnfache gesteigert werden. Es kommen außerdem PowerPC-CPUs zur Signalverarbeitung zum Einsatz.

## Plattformen
- F-15A/C/D Eagle
- F-15E Strike Eagle

## Technische Daten
- Gewicht: 150 kg
- Volumen: 0,15 m³
- Frequenzbereich: 2–20 GHz (inkl. Upgrades)